# Campeonato Sul-Americano de Clubes Campeões de Basquete Masculino de 1985
Entre 28 de maio e 2 de junho de 1985 foi realizada a 24ª edição do Campeonato Sul-Americano de Clubes Campeões de Basquete Masculino, tendo as cidades de Limeira e Jundiaí, SP como sedes.

## Participantes
| Equipe       | País      |
| ------------ | --------- |
| La Salle     | Bolívia   |
| Monte Líbano | Brasil    |
| San Andrés   | Argentina |
| Sírio        | Brasil    |
| Wesco        | Equador   |

### Jogos
| Data       |              | Placar    |            | Local   |
| ---------- | ------------ | --------- | ---------- | ------- |
| 28/05/1985 | San Andrés   | 76 - 38   | La Salle   | Limeira |
| 28/05/1985 | Monte Líbano | 110 - 101 | Sírio      | Limeira |
| 29/05/1985 | Sírio        | 100 - 97  | Wesco      | Limeira |
| 29/05/1985 | Monte Líbano | 100 - 97  | La Salle   | Limeira |
| 31/05/1985 | Wesco        | 76 - 77   | San Andrés | Jundiaí |
| 31/05/1985 | Sírio        | 141 - 71  | La Salle'  | Jundiaí |
| 01/06/1985 | Monte Líbano | 111 - 67  | Wesco      | Jundiaí |
| 01/06/1985 | Sírio        | 95 - 105  | San Andrés | Jundiaí |
| 02/06/1985 | La Salle     | 59 - 128  | Wesco      | Jundiaí |
| 02/06/1985 | Monte Líbano | 108 - 85  | San Andrés | Jundiaí |

### Classificação Final
| Pos | Times        | Pts | J | V | D |
| --- | ------------ | --- | - | - | - |
| 1   | Monte Líbano | 8   | 4 | 4 | 0 |
| 2   | San Andrés   | 7   | 4 | 3 | 1 |
| 3   | Sírio        | 6   | 4 | 2 | 2 |
| 4   | Wesco        | 5   | 4 | 1 | 3 |
| 5   | La Salle     | 4   | 4 | 0 | 4 |

|  |         |
|  | Campeão |

| Monte Líbano Campeão (1° título Sul-Americano) |